# Greta Zocca
Greta Zocca (Vicenza, 27 de desembre de 1974) va ser una ciclista italiana. Del seu palmarès destaca el Campionat nacional en ruta de 2001.

## Palmarès
- 1994
  - 1a al Gran Premi della Liberazione
- 1995
  - 1a al Memorial Michela Fanini
  - Vencedora d'una etapa al Giro de Sicília
- 1997
  - 1a al GP Citta di Castenaso
  - Vencedora d'una etapa als Tres dies de Vendee
- 1998
  - 1a al Gran Premi della Liberazione
  - 1a al Gran Premi Carnevale d'Europa
  - 1a al Giro del Piave
  - Vencedora de 3 etapes al Giro d'Itàlia
- 1999
  - Vencedora d'una etapa al Gran Bucle
- 2000
  - 1a al Gran Premi de Brissago
  - 1a al Gran Premi della Liberazione
  - 1a al Gran Premi Carnevale d'Europa
  - Vencedora d'una etapa al Gran Bucle
- 2001
  -  Campiona d'Itàlia en ruta
  - 1a al Gran Premi della Liberazione
  - Vencedora de 4 etapes al Giro d'Itàlia
  - Vencedora d'una etapa a l'Emakumeen Euskal Bira